# مقاطعة سويت غراس (مونتانا)
مقاطعة سويت غراس (بالإنجليزية: Sweet Grass County)‏ هي إحدى مقاطعات ولاية مونتانا في الولايات المتحدة الأمريكية.